# Acacia subflexuosa
Acacia subflexuosa é uma espécie de leguminosa do gênero Acacia, pertencente à família Fabaceae.